# مويمي كاتاياما
مويمي كاتاياما (باليابانية: 片山萌美) عارضة وممثلة وتارينتو يابانية. ولدت يوم 1 تشرين الأول 1990 في طوكيو.

## أعمالها

### أفلام
| السنة | الفيلم             | الدور |
| ----- | ------------------ | ----- |
| 2016  | Scoop!             |       |
| 2016  | Kyôkasho ni nai!   |       |
| 2016  | Kyôkasho ni nai! 2 |       |
| 2017  | Megami Sama        |       |